# 체리콕 (가수)
체리콕(Cherry Coke, 본명: 심선경, 1995년 3월 15일 ~ )은 대한민국의 가수이다.

## 출연작

### 방송
- 《사인히어》

## 음반 목록
- 2014년 4월 16일 Beautiful Things[2]
- 2015년 12월 13일 here (믹스테이프)
- 2017년 3월 8일 UP
- 2017년 8월 24일 Don't Kill My Vibe
- 2018년 1월 21일 Iloveyourcheek
- 2018년 3월 16일 blind (EP)
- 2018년 10월 6일 Ilovemyvibe
- 2019년 1월 20일 목욕해
- 2019년 7월 5일 소금
- 2019년 9월 6일 PFX : 일랑일랑[3]
- 2019년 12월 13일 찹쌀떡 (Feat. 최엘비 (CHOILB))
- 2020년 2월 29일 베개
- 2020년 8월 2일 ratherkillyou
- 2020년 9월 12일 every flower you gave me (정규 1집)
- 2020년 11월 5일 we're dying remix Pack
- 2021년 8월 12일 love game in summer
- 2021년 12월 15일 솜이불